# Bastahe
Bastahe (cyr. Бастахе) – wieś w Czarnogórze, w gminie Berane. W 2011 roku liczyła 40 mieszkańców.